# Élections municipales de 2026 dans les Vosges
Pour un article plus général, voir Élections municipales françaises de 2026.
Les élections municipales dans les Vosges sont prévues en mars 2026. Cette page ne traite que les communes de 3 000 habitants et plus dans les Vosges.

## Résultats à l'échelle du département

### Maires sortants et élus
| Commune                      | Population (en 2022) | Maire sortant(e)      | Parti | Parti | Maire élu(e) | Parti | Parti |
| ---------------------------- | -------------------- | --------------------- | ----- | ----- | ------------ | ----- | ----- |
| Anould                       | 3 262                | Jacques Hestin        |       | DVD   |              |       |       |
| La Bresse                    | 3 947                | Maryvonne Crouvezier  |       | DVD   |              |       |       |
| Chantraine                   | 3 201                | Marc Barbaux          |       | SE    |              |       |       |
| Charmes                      | 4 489                | Raphaël Michelet      |       | SE    |              |       |       |
| Cornimont                    | 3 037                | Marie-Josèphe Clément |       | DVG   |              |       |       |
| Éloyes                       | 3 117                | André Jacquemin       |       | SE    |              |       |       |
| Épinal                       | 32 296               | Patrick Nardin        |       | DVD   |              |       |       |
| Gérardmer                    | 7 685                | Stessy Speissmann     |       | PS    |              |       |       |
| Golbey                       | 8 827                | Roger Alémani         |       | DVG   |              |       |       |
| Mirecourt                    | 4 746                | Yves Séjourné         |       | PRV   |              |       |       |
| Moyenmoutier                 | 3 003                | Jean Hirli            |       | SE    |              |       |       |
| Neufchâteau                  | 6 813                | Simon Leclerc         |       | LR    |              |       |       |
| Rambervillers                | 5 032                | Claude Bourdon        |       | DVD   |              |       |       |
| Raon-l'Étape                 | 6 011                | Benoit Pierrat        |       | PRV   |              |       |       |
| Remiremont                   | 7 500                | Jean-Benoît Tisserand |       | DVD   |              |       |       |
| Rupt-sur-Moselle             | 3 458                | Stéphane Tramzal      |       | DVD   |              |       |       |
| Saint-Dié-des-Vosges         | 19 324               | Bruno Toussaint       |       | LR    |              |       |       |
| Saint-Étienne-lès-Remiremont | 3 814                | Michel Demange        |       | DVD   |              |       |       |
| Saint-Nabord                 | 3 983                | Jean-Pierre Calmels   |       | DVD   |              |       |       |
| Thaon-les-Vosges             | 8 433                | Cédric Haxaire        |       | HOR   |              |       |       |
| Le Thillot                   | 3 198                | Isabelle Canonaco     |       | DVD   |              |       |       |
| Vagney                       | 3 873                | Didier Houot          |       | DVD   |              |       |       |
| Le Val-d'Ajol                | 3 873                | Thomas Vincent        |       | DVD   |              |       |       |
| Vittel                       | 4 766                | Franck Perry          |       | LR    |              |       |       |

### Résultats en nombre de maires
| Partis       | Partis           | Maires sortants | Maires élus | Évolution |
| ------------ | ---------------- | --------------- | ----------- | --------- |
|              | Divers droite    | 11              |             |           |
|              | Les Républicains | 3               |             |           |
| Total droite | Total droite     | 14              |             |           |
|              | Parti radical    | 2               |             |           |
|              | Horizons         | 1               |             |           |
| Total centre | Total centre     | 3               |             |           |
|              | Divers gauche    | 2               |             |           |
|              | Parti socialiste | 1               |             |           |
| Total gauche | Total gauche     | 3               |             |           |
|              | Sans étiquette   | 4               |             |           |
| Total        | Total            | 24              | 24          | -         |

## Résultats dans les communes de plus de 3 000 habitants

### Anould
- Maire sortant : Jacques Hestin (DVD)
- 23 sièges à pourvoir au conseil municipal (population légale 2022 : 3 262 habitants)
- 3 sièges à pourvoir au conseil communautaire (CA de Saint-Dié-des-Vosges)

| Tête de liste | Tête de liste | Parti(s) | Nuance | Premier tour | Premier tour | Second tour | Second tour | Sièges | Sièges |
| Tête de liste | Tête de liste | Parti(s) | Nuance | Voix         | %            | Voix        | %           | CM     | CC     |
| ------------- | ------------- | -------- | ------ | ------------ | ------------ | ----------- | ----------- | ------ | ------ |

### La Bresse
- Maire sortant : Maryvonne Crouvezier (DVD)
- 27 sièges à pourvoir au conseil municipal (population légale 2022 : 3 947 habitants)
- 7 sièges à pourvoir au conseil communautaire (CC des Hautes Vosges)

| Tête de liste | Tête de liste | Parti(s) | Nuance | Premier tour | Premier tour | Second tour | Second tour | Sièges | Sièges |
| Tête de liste | Tête de liste | Parti(s) | Nuance | Voix         | %            | Voix        | %           | CM     | CC     |
| ------------- | ------------- | -------- | ------ | ------------ | ------------ | ----------- | ----------- | ------ | ------ |

### Chantraine
- Maire sortant : Marc Barbaux (SE)
- 23 sièges à pourvoir au conseil municipal (population légale 2022 : 3 201 habitants)
- 2 sièges à pourvoir au conseil communautaire (CA d'Épinal)

| Tête de liste | Tête de liste | Parti(s) | Nuance | Premier tour | Premier tour | Second tour | Second tour | Sièges | Sièges |
| Tête de liste | Tête de liste | Parti(s) | Nuance | Voix         | %            | Voix        | %           | CM     | CC     |
| ------------- | ------------- | -------- | ------ | ------------ | ------------ | ----------- | ----------- | ------ | ------ |

### Charmes
- Maire sortant : Raphaël Michelet (SE)
- 27 sièges à pourvoir au conseil municipal (population légale 2022 : 4 489 habitants)
- 4 sièges à pourvoir au conseil communautaire (CA d'Épinal)

| Tête de liste | Tête de liste | Parti(s) | Nuance | Premier tour | Premier tour | Second tour | Second tour | Sièges | Sièges |
| Tête de liste | Tête de liste | Parti(s) | Nuance | Voix         | %            | Voix        | %           | CM     | CC     |
| ------------- | ------------- | -------- | ------ | ------------ | ------------ | ----------- | ----------- | ------ | ------ |

### Cornimont
- Maire sortant : Marie-Josèphe Clément (DVG)
- 23 sièges à pourvoir au conseil municipal (population légale 2022 : 3 037 habitants)
- 5 sièges à pourvoir au conseil communautaire (CC des Hautes Vosges)

| Tête de liste | Tête de liste | Parti(s) | Nuance | Premier tour | Premier tour | Second tour | Second tour | Sièges | Sièges |
| Tête de liste | Tête de liste | Parti(s) | Nuance | Voix         | %            | Voix        | %           | CM     | CC     |
| ------------- | ------------- | -------- | ------ | ------------ | ------------ | ----------- | ----------- | ------ | ------ |

### Éloyes
- Maire sortant : André Jacquemin (SE)
- 23 sièges à pourvoir au conseil municipal (population légale 2022 : 3 117 habitants)
- 9 sièges à pourvoir au conseil communautaire (CC de la Porte des Vosges Méridionales)

| Tête de liste | Tête de liste | Parti(s) | Nuance | Premier tour | Premier tour | Second tour | Second tour | Sièges | Sièges |
| Tête de liste | Tête de liste | Parti(s) | Nuance | Voix         | %            | Voix        | %           | CM     | CC     |
| ------------- | ------------- | -------- | ------ | ------------ | ------------ | ----------- | ----------- | ------ | ------ |

### Épinal
- Maire sortant : Patrick Nardin (DVD)
- 39 sièges à pourvoir au conseil municipal (population légale 2022 : 32 296 habitants)
- 26 sièges à pourvoir au conseil communautaire (CA d'Épinal)

| Tête de liste            | Tête de liste   | Parti(s)   | Nuance | Premier tour | Premier tour | Second tour | Second tour | Sièges | Sièges |
| Tête de liste            | Tête de liste   | Parti(s)   | Nuance | Voix         | %            | Voix        | %           | CM     | CC     |
| ------------------------ | --------------- | ---------- | ------ | ------------ | ------------ | ----------- | ----------- | ------ | ------ |
|                          | Daniela Amiunes | LÉ-LFI-PCF |        |              |              |             |             |        |        |
|                          | Patrick Nardin, | DVD        |        |              |              |             |             |        |        |
|                          | Pierre François | RN         |        |              |              |             |             |        |        |
|                          |                 |            |        |              |              |             |             |        |        |
| Exprimés                 |                 |            |        |              |              |             |             |        |        |
| Votes blancs             |                 |            |        |              |              |             |             |        |        |
| Votes nuls               |                 |            |        |              |              |             |             |        |        |
| Total                    | Total           | Total      | Total  |              | 100          |             | 100         | 39     | 26     |
| Absentions               |                 |            |        |              |              |             |             |        |        |
| Inscrits / participation |                 |            |        |              |              |             |             |        |        |

### Gérardmer
- Maire sortant : Stessy Speissmann (PS)
- 29 sièges à pourvoir au conseil municipal (population légale 2022 : 7 685 habitants)
- 15 sièges à pourvoir au conseil communautaire (CC Gérardmer Hautes Vosges)

| Tête de liste            | Tête de liste | Parti(s) | Nuance | Premier tour | Premier tour | Second tour | Second tour | Sièges | Sièges |
| Tête de liste            | Tête de liste | Parti(s) | Nuance | Voix         | %            | Voix        | %           | CM     | CC     |
| ------------------------ | ------------- | -------- | ------ | ------------ | ------------ | ----------- | ----------- | ------ | ------ |
|                          | Nicole Curtit | SE       |        |              |              |             |             |        |        |
|                          |               |          |        |              |              |             |             |        |        |
| Exprimés                 |               |          |        |              |              |             |             |        |        |
| Votes blancs             |               |          |        |              |              |             |             |        |        |
| Votes nuls               |               |          |        |              |              |             |             |        |        |
| Total                    | Total         | Total    | Total  |              | 100          |             | 100         | 29     | 15     |
| Absentions               |               |          |        |              |              |             |             |        |        |
| Inscrits / participation |               |          |        |              |              |             |             |        |        |

### Golbey
- Maire sortant : Roger Alémani (DVG)
- 29 sièges à pourvoir au conseil municipal (population légale 2022 : 8 827 habitants)
- 7 sièges à pourvoir au conseil communautaire (CA d'Épinal)

| Tête de liste | Tête de liste | Parti(s) | Nuance | Premier tour | Premier tour | Second tour | Second tour | Sièges | Sièges |
| Tête de liste | Tête de liste | Parti(s) | Nuance | Voix         | %            | Voix        | %           | CM     | CC     |
| ------------- | ------------- | -------- | ------ | ------------ | ------------ | ----------- | ----------- | ------ | ------ |

### Mirecourt
- Maire sortant : Yves Séjourné (PRV)
- 27 sièges à pourvoir au conseil municipal (population légale 2022 : 4 746 habitants)
- 18 sièges à pourvoir au conseil communautaire (CC de Mirecourt Dompaire)

| Tête de liste            | Tête de liste | Parti(s) | Nuance | Premier tour | Premier tour | Second tour | Second tour | Sièges | Sièges |
| Tête de liste            | Tête de liste | Parti(s) | Nuance | Voix         | %            | Voix        | %           | CM     | CC     |
| ------------------------ | ------------- | -------- | ------ | ------------ | ------------ | ----------- | ----------- | ------ | ------ |
|                          | Denis Gillet  | DVG      |        |              |              |             |             |        |        |
|                          |               |          |        |              |              |             |             |        |        |
| Exprimés                 |               |          |        |              |              |             |             |        |        |
| Votes blancs             |               |          |        |              |              |             |             |        |        |
| Votes nuls               |               |          |        |              |              |             |             |        |        |
| Total                    | Total         | Total    | Total  |              | 100          |             | 100         | 27     | 18     |
| Absentions               |               |          |        |              |              |             |             |        |        |
| Inscrits / participation |               |          |        |              |              |             |             |        |        |

### Moyenmoutier
- Maire sortant : Jean Hirli (SE)
- 23 sièges à pourvoir au conseil municipal (population légale 2022 : 3 003 habitants)
- 3 sièges à pourvoir au conseil communautaire (CA de Saint-Dié-les-Vosges)

| Tête de liste | Tête de liste | Parti(s) | Nuance | Premier tour | Premier tour | Second tour | Second tour | Sièges | Sièges |
| Tête de liste | Tête de liste | Parti(s) | Nuance | Voix         | %            | Voix        | %           | CM     | CC     |
| ------------- | ------------- | -------- | ------ | ------------ | ------------ | ----------- | ----------- | ------ | ------ |

### Neufchâteau
- Maire sortant : Simon Leclerc (LR)
- 29 sièges à pourvoir au conseil municipal (population légale 2022 : 6 813 habitants)
- 21 sièges à pourvoir au conseil communautaire (Communauté de communes de l'Ouest Vosgien)

| Tête de liste | Tête de liste | Parti(s) | Nuance | Premier tour | Premier tour | Second tour | Second tour | Sièges | Sièges |
| Tête de liste | Tête de liste | Parti(s) | Nuance | Voix         | %            | Voix        | %           | CM     | CC     |
| ------------- | ------------- | -------- | ------ | ------------ | ------------ | ----------- | ----------- | ------ | ------ |

### Rambervillers
- Maire sortant : Claude Bourdon (DVD)
- 29 sièges à pourvoir au conseil municipal (population légale 2022 : 5 032 habitants)
- 18 sièges à pourvoir au conseil communautaire (CA de la Région de Rambervillers)

| Tête de liste | Tête de liste | Parti(s) | Nuance | Premier tour | Premier tour | Second tour | Second tour | Sièges | Sièges |
| Tête de liste | Tête de liste | Parti(s) | Nuance | Voix         | %            | Voix        | %           | CM     | CC     |
| ------------- | ------------- | -------- | ------ | ------------ | ------------ | ----------- | ----------- | ------ | ------ |

### Raon-l'Étape
- Maire sortant : Benoit Pierrat (PRV)
- 29 sièges à pourvoir au conseil municipal (population légale 2022 : 6 011 habitants)
- 6 sièges à pourvoir au conseil communautaire (CA de Saint-Dié-les-Vosges)

| Tête de liste | Tête de liste | Parti(s) | Nuance | Premier tour | Premier tour | Second tour | Second tour | Sièges | Sièges |
| Tête de liste | Tête de liste | Parti(s) | Nuance | Voix         | %            | Voix        | %           | CM     | CC     |
| ------------- | ------------- | -------- | ------ | ------------ | ------------ | ----------- | ----------- | ------ | ------ |

### Remiremont
- Maire sortant : Jean-Benoît Tisserand (DVD)
- 29 sièges à pourvoir au conseil municipal (population légale 2022 : 7 500 habitants)
- 9 sièges à pourvoir au conseil communautaire (CC de la Porte des Vosges Méridionales)

| Tête de liste | Tête de liste | Parti(s) | Nuance | Premier tour | Premier tour | Second tour | Second tour | Sièges | Sièges |
| Tête de liste | Tête de liste | Parti(s) | Nuance | Voix         | %            | Voix        | %           | CM     | CC     |
| ------------- | ------------- | -------- | ------ | ------------ | ------------ | ----------- | ----------- | ------ | ------ |

### Rupt-sur-Moselle
- Maire sortant : Stéphane Tramzal (DVD)
- 23 sièges à pourvoir au conseil municipal (population légale 2022 : 3 458 habitants)
- 6 sièges à pourvoir au conseil communautaire (CC des Ballons des Hautes-Vosges)

| Tête de liste | Tête de liste | Parti(s) | Nuance | Premier tour | Premier tour | Second tour | Second tour | Sièges | Sièges |
| Tête de liste | Tête de liste | Parti(s) | Nuance | Voix         | %            | Voix        | %           | CM     | CC     |
| ------------- | ------------- | -------- | ------ | ------------ | ------------ | ----------- | ----------- | ------ | ------ |

### Saint-Dié-des-Vosges
- Maire sortant : Bruno Toussaint (LR)
- 33 sièges à pourvoir au conseil municipal (population légale 2022 : 19 324 habitants)
- 21 sièges à pourvoir au conseil communautaire (CA de Saint-Dié-les-Vosges)

| Tête de liste            | Tête de liste    | Parti(s) | Nuance | Premier tour | Premier tour | Second tour | Second tour | Sièges | Sièges |
| Tête de liste            | Tête de liste    | Parti(s) | Nuance | Voix         | %            | Voix        | %           | CM     | CC     |
| ------------------------ | ---------------- | -------- | ------ | ------------ | ------------ | ----------- | ----------- | ------ | ------ |
|                          | Bruno Toussaint, | LR       |        |              |              |             |             |        |        |
|                          |                  |          |        |              |              |             |             |        |        |
| Exprimés                 |                  |          |        |              |              |             |             |        |        |
| Votes blancs             |                  |          |        |              |              |             |             |        |        |
| Votes nuls               |                  |          |        |              |              |             |             |        |        |
| Total                    | Total            | Total    | Total  |              | 100          |             | 100         | 33     | 21     |
| Absentions               |                  |          |        |              |              |             |             |        |        |
| Inscrits / participation |                  |          |        |              |              |             |             |        |        |

### Saint-Étienne-lès-Remiremont
- Maire sortant : Michel Demange (DVD)
- 27 sièges à pourvoir au conseil municipal (population légale 2022 : 3 814 habitants)
- 4 sièges à pourvoir au conseil communautaire (CC de la Porte des Vosges Méridionales)

| Tête de liste | Tête de liste | Parti(s) | Nuance | Premier tour | Premier tour | Second tour | Second tour | Sièges | Sièges |
| Tête de liste | Tête de liste | Parti(s) | Nuance | Voix         | %            | Voix        | %           | CM     | CC     |
| ------------- | ------------- | -------- | ------ | ------------ | ------------ | ----------- | ----------- | ------ | ------ |

### Saint-Nabord
- Maire sortant : Jean-Pierre Calmels (DVD)
- 27 sièges à pourvoir au conseil municipal (population légale 2022 : 3 983 habitants)
- 4 sièges à pourvoir au conseil communautaire (CC de la Porte des Vosges Méridionales)

| Tête de liste | Tête de liste | Parti(s) | Nuance | Premier tour | Premier tour | Second tour | Second tour | Sièges | Sièges |
| Tête de liste | Tête de liste | Parti(s) | Nuance | Voix         | %            | Voix        | %           | CM     | CC     |
| ------------- | ------------- | -------- | ------ | ------------ | ------------ | ----------- | ----------- | ------ | ------ |

### Thaon-les-Vosges
- Maire sortant : Cédric Haxaire (HOR)
- 29 sièges à pourvoir au conseil municipal (population légale 2022 : 8 433 habitants)
- 7 sièges à pourvoir au conseil communautaire (CA d'Épinal)

| Tête de liste | Tête de liste | Parti(s) | Nuance | Premier tour | Premier tour | Second tour | Second tour | Sièges | Sièges |
| Tête de liste | Tête de liste | Parti(s) | Nuance | Voix         | %            | Voix        | %           | CM     | CC     |
| ------------- | ------------- | -------- | ------ | ------------ | ------------ | ----------- | ----------- | ------ | ------ |

### Le Thillot
- Maire sortant : Isabelle Canonaco (DVD)
- 23 sièges à pourvoir au conseil municipal (population légale 2022 : 3 198 habitants)
- 6 sièges à pourvoir au conseil communautaire (CC des Ballons des Hautes-Vosges)

| Tête de liste | Tête de liste | Parti(s) | Nuance | Premier tour | Premier tour | Second tour | Second tour | Sièges | Sièges |
| Tête de liste | Tête de liste | Parti(s) | Nuance | Voix         | %            | Voix        | %           | CM     | CC     |
| ------------- | ------------- | -------- | ------ | ------------ | ------------ | ----------- | ----------- | ------ | ------ |

### Vagney
- Maire sortant : Didier Houot (DVD)
- 27 sièges à pourvoir au conseil municipal (population légale 2022 : 3 873 habitants)
- 6 sièges à pourvoir au conseil communautaire (CC des Hautes Vosges)

| Tête de liste | Tête de liste | Parti(s) | Nuance | Premier tour | Premier tour | Second tour | Second tour | Sièges | Sièges |
| Tête de liste | Tête de liste | Parti(s) | Nuance | Voix         | %            | Voix        | %           | CM     | CC     |
| ------------- | ------------- | -------- | ------ | ------------ | ------------ | ----------- | ----------- | ------ | ------ |

### Le Val-d'Ajol
- Maire sortant : Thomas Vincent (DVD)
- 27 sièges à pourvoir au conseil municipal (population légale 2022 : 3 873 habitants)
- 4 sièges à pourvoir au conseil communautaire (CC de la Porte des Vosges Méridionales)

| Tête de liste | Tête de liste | Parti(s) | Nuance | Premier tour | Premier tour | Second tour | Second tour | Sièges | Sièges |
| Tête de liste | Tête de liste | Parti(s) | Nuance | Voix         | %            | Voix        | %           | CM     | CC     |
| ------------- | ------------- | -------- | ------ | ------------ | ------------ | ----------- | ----------- | ------ | ------ |

### Vittel
- Maire sortant : Franck Perry (LR)
- 27 sièges à pourvoir au conseil municipal (population légale 2022 : 4 766 habitants)
- 14 sièges à pourvoir au conseil communautaire (CC Terre d'Eau)

| Tête de liste | Tête de liste | Parti(s) | Nuance | Premier tour | Premier tour | Second tour | Second tour | Sièges | Sièges |
| Tête de liste | Tête de liste | Parti(s) | Nuance | Voix         | %            | Voix        | %           | CM     | CC     |
| ------------- | ------------- | -------- | ------ | ------------ | ------------ | ----------- | ----------- | ------ | ------ |